# Игор Куњицин
Игор Куњицин (рус. И́горь Константи́нович Куни́цын; рођен 30. септембар 1981. године) бивши је руски тенисер.

## Каријера
Одрастао је у Владивостоку на крајњем истоку Русије, а тенис је почео да тренира са седам година. Најбољи пласман на АТП листи му је 35 место. Освојио је један АТП турнир у појединачној конкуренцији.

## Занимљивости
На турниру у Дубаију 2010. године, Куњицин је играо меч првог кола против Британца Ендија Мареја. У мечу је одигран други најдужи гем у историји који је трајао 24 минута и 30 секунди.

## АТП финала

### Појединачно: 1 (1–0)
| Легенда                  |
| ------------------------ |
| Гренд слем турнири (0–0) |
| Тенис мастерс куп (0–0)  |
| АТП мастерс 1000 (0–0)   |
| АТП 500 (0–0)            |
| АТП 250 (1–0)            |

| Титуле по подлози |
| Тврда (1–0)       |
| Шљака (0–0)       |
| Трава (0–0)       |

| Исход    | Бр. | Датум             | Турнир         | Подлога | Противник   | Резултат             |
| -------- | --- | ----------------- | -------------- | ------- | ----------- | -------------------- |
| Победник | 1.  | 12. октобар 2008. | Москва, Русија | тврда   | Марат Сафин | 7-6(6), 6-7(4), 6-3. |